# 松山祐三
松山 祐三（まつやま ゆうぞう、1889年2月1日 - 1947年1月11日）は、日本の陸軍軍人。陸士22期。最終階級は陸軍中将。

## 経歴
青森県出身。地主・松山久兵衛の七男として生まれる。東北中学校、仙台陸軍地方幼年学校、中央幼年学校を経て、1910年5月、陸軍士官学校（22期）を卒業し、同年12月、歩兵少尉に任官、歩兵第67連隊付となる。
青島守備独立歩兵第4大隊附、中央幼年学校生徒隊附、歩兵第67連隊中隊長、歩兵第29旅団副官、陸士生徒隊中隊長、歩兵第44連隊附、陸士生徒隊附、歩兵第31連隊附、第8師団副官、仙台陸軍教導学校学生隊長、独立守備歩兵第19大隊長、第2国境守備隊長などを歴任し、1939年8月、陸軍少将に進級。
第27歩兵団長を経て太平洋戦争を第64独立歩兵団長として迎えた。1942年12月、陸軍中将となり第56師団長に親補され、ビルマ戦線で苦戦を強いられた。終戦をタイにおいて迎え、1946年6月に復員した。
1947年（昭和22年）11月28日、公職追放仮指定を受けた。

## 年譜
- 1910年（明治43年）12月26日 - 任少尉、歩兵第67連隊附
- 1924年（大正13年） - 陸士本科第2中隊長
- 1927年（昭和2年）5月24日 - 中佐
- 1932年（昭和7年）8月8日 - 大佐
- 1935年（昭和10年）8月1日 - 仙台陸軍教導学校学生隊長
- 1939年（昭和14年）8月 - 少将
- 1942年（昭和17年）12月 - 中将

## 栄典
位階
- 1911年（明治44年）3月10日 - 正八位[3]
- 1914年（大正3年）2月10日 - 従七位[4]
- 1919年（大正8年）3月20日 - 正七位[5]
- 1924年（大正13年）5月15日 - 従六位[6]

勲章
- 1934年（昭和9年）2月7日 - 勲三等瑞宝章[7]
- 勲二等瑞宝章 - 1940年(昭和15年)5月17日[8]